# Automatic for the People
Automatic for the People – ósmy album studyjny amerykańskiego zespołu R.E.M. Wydany został w 1992 roku nakładem Warner Bros. Records, wytwórni dla której był to trzeci album wydany przez grupę.
Wydawnictwo, powszechnie uznawane za jedno z najlepszych wydawnictw w historii zespołu, cechują akustyczne brzmienie i liryki poruszające zagadnienia moralności, nostalgii i śmierci. Fotografia na okładce albumu ukazuje natomiast znak na motelu w mieście Miami, gdzie została zrealizowana część albumu. 
Wiele kompozycji z płyty Automatic for the People zyskało znaczną popularność np.: "Drive", "The Sidewinder Sleeps Tonite", "Everybody Hurts", "Nightswimming" oraz utwór "Man on the Moon" będący hołdem dla komika Andyego Kaufmana, sam utwór znalazł się później jako kompozycja tytułowa do filmu biograficznego o tym samym tytule z Jimem Careyem w roli głównej.
Na albumie wystąpił ponadto John Paul Jones, brytyjski multiinstrumentalista znany z występów w grupie Led Zeppelin, odpowiedzialny za aranżacje smyczków w utworach pt. "Drive," "The Sidewinder Sleeps Tonite," "Everybody Hurts" i "Nightswimming."
W 1997 roku Automatic for the People został uznany za jeden z 18 najważniejszych albumów w historii muzyki w plebiscycie Music of the Millennium organizowanego w ramach działalności mediów HMV, Channel 4, The Guardian i Classic FM.
W 2005 roku Warner Brothers Records wydała ponownie album Automatic for the People zawierający płytę CD oraz DVD z muzyką zmiksowaną w standardzie 5.1-channel surround sound, zrealizowany przez Elliota Scheinera, oraz książeczkę z rozbudowaną sekcją informacyjną. 
Zanim Kurt Cobain w 1994 roku popełnił samobójstwo (najpierw przedawkował heroinę a później strzelił sobie w głowę) słuchał właśnie płyty "Automatic for the people". 
W 2003 album został sklasyfikowany na 247. miejscu listy 500 albumów wszech czasów magazynu Rolling Stone.

## Lista utworów
Wszystkie utwory są autorstwa Billa Berryego, Petera Bucka, Mike Millsa i Michaela Stipe'a.
1. "Drive" – 4:31
2. "Try Not To Breathe" – 3:50
3. "The Sidewinder Sleeps Tonite" – 4:06
4. "Everybody Hurts" – 5:17
5. "New Orleans Instrumental No. 1" – 2:13
6. "Sweetness Follows" – 4:19
7. "Monty Got a Raw Deal" – 3:17
8. "Ignoreland" – 4:24
9. "Star Me Kitten" – 3:15
10. "Man on the Moon" – 5:13
11. "Nightswimming" – 4:16
12. "Find the River" – 3:50

## Muzycy
- Bill Berry – perkusja
- Peter Buck – gitara
- Mike Mills – gitara basowa
- Michael Stipe – śpiew

### Personel
- Scott Litt – harmonijka, klarnet
- John Paul Jones – aranżacje
  - George Hanson – dyrekcja
  - Knox Chandler – wiolonczela w utworach 1, 3, 4, 11
  - Kathleen Kee – wiolonczela w utworach 1, 3, 4, 11
  - Daniel Laufer – wiolonczela w utworach 1, 3, 4, 11
  - Elizabeth Murphy – wiolonczela w utworach 1, 3, 4, 11
  - Denise Berginson-Smith – skrzypce w utworach 1, 3, 4, 11
  - Lonnie Ditzen – skrzypce w utworach 1, 3, 4, 11
  - Patti Gouvas – skrzypce w utworach 1, 3, 4, 11
  - Sandy Salzinger – skrzypce w utworach 1, 3, 4, 11
  - Sou-Chun Su – skrzypce w utworach 1, 3, 4, 11
  - Judy Taylor – skrzypce w utworach 1, 3, 4, 11
  - Paul Murphy – skrzypce prowadzące w utworach 1, 3, 4, 11
  - Reid Harris – skrzypce w utworach 1, 3, 4, 11
  - Heidi Nitchie – skrzypce w utworach 1, 3, 4, 11
  - Deborah Workman – obój w utworach 1, 3, 4, 11

## Listy przebojów
Album
| Rok  | Lista         | Pozycja |
| ---- | ------------- | ------- |
| 1992 | Billboard 200 | 2       |

Single
| Rok  | Utwór                          | Lista                            | Pozycja |
| ---- | ------------------------------ | -------------------------------- | ------- |
| 1992 | "Drive"                        | Billboard Modern Rock Tracks     | 1       |
| 1992 | "Drive"                        | Billboard Mainstream Rock Tracks | 2       |
| 1992 | "Drive"                        | Billboard Top 40 Mainstream      | 23      |
| 1992 | "Drive"                        | Billboard Hot 100                | 28      |
| 1992 | "Ignoreland"                   | Billboard Modern Rock Tracks     | 5       |
| 1992 | "Ignoreland"                   | Billboard Mainstream Rock Tracks | 4       |
| 1993 | "Everybody Hurts"              | Billboard Modern Rock Tracks     | 21      |
| 1993 | "Everybody Hurts"              | Billboard Top 40 Mainstream      | 13      |
| 1993 | "Everybody Hurts"              | Billboard Hot 100                | 29      |
| 1993 | "Man on the Moon"              | Billboard Modern Rock Tracks     | 2       |
| 1993 | "Man on the Moon"              | Billboard Mainstream Rock Tracks | 4       |
| 1993 | "Man on the Moon"              | Billboard Top 40 Mainstream      | 9       |
| 1993 | "Man on the Moon"              | Billboard Hot 100                | 30      |
| 1992 | "The Sidewinder Sleeps Tonite" | Billboard Modern Rock Tracks     | 24      |
| 1992 | "The Sidewinder Sleeps Tonite" | Billboard Mainstream Rock Tracks | 28      |

## Status
| Organizacja | Poziom           | Data              |
| ----------- | ---------------- | ----------------- |
| RIAA – USA  | Złota            | 17 grudnia 1992   |
| RIAA – USA  | Platynowa        | 17 grudnia 1992   |
| RIAA – USA  | 2 krotna platyna | 17 grudnia 1992   |
| RIAA – USA  | 3 krotna platyna | 16 listopada 1993 |
| RIAA – USA  | 4 krotna platyna | 9 lutego 1995     |